# Acyrthosiphon astragali
Acyrthosiphon astragali är en insektsart som beskrevs av Victor F. Eastop 1971. Acyrthosiphon astragali ingår i släktet Acyrthosiphon och familjen långrörsbladlöss. Inga underarter finns listade i Catalogue of Life.